# Берестівська сільська рада (Володимирецький район)
Бере́стівська сільська́ ра́да (у 1940-ві роки — Луписуцька) — колишній орган місцевого самоврядування в Володимирецькому районі Рівненської області. Адміністративний центр — село Берестівка.

## Загальні відомості
- Берестівська сільська рада утворена 21 лютого 1991 року.
- Територія ради: 26,456 км²
- Населення ради: 1 271 особа (станом на 2001 рік)
- Територією ради протікає річка Стубла.

## Населені пункти
Сільській раді були підпорядковані населені пункти:
- с. Берестівка
- с. Острівці

## Склад ради
Рада складалася з 16 депутатів та голови.
- Голова ради: Ващишина Світлана Олександрівна
- Секретар ради: Качинська Надія Антонівна

### Керівний склад попередніх скликань
| ПІБ                             | Основні відомості                                                 | Дата обрання | Дата звільнення |
| ------------------------------- | ----------------------------------------------------------------- | ------------ | --------------- |
| Мирончук Василь Іларіонович     | Сільський голова, 1963 року народження, безпартійний              | 26.03.2006   | 31.10.2010      |
| Ващишина Світлана Олександрівна | Сільський голова, 1964 року народження, освіта вища, позапартійна | 31.10.2010   |                 |

Примітка: таблиця складена за даними сайту Верховної Ради України